# 小行星2952
小行星2952（英語：2952 Lilliputia）是一颗围绕太阳公转的小行星。1979年9月22日，尼古拉·切爾尼赫在克里米亚发现了此天体。
該小行星以小說《格列佛遊記》中的國家小人國命名。
这颗小行星的绝对星等为78.62833918170531等。